# Rauschuppenpython
Der Rauschuppenpython (Morelia carinata) ist eine Art der Rautenpythons aus der Familie der Pythons (Pythonidae). Er gehört zu den seltensten Schlangenarten der Welt.

## Merkmale
Der Rauschuppenpython ist die einzige Pythonart, deren Körperschuppen einen Kiel aufweisen, worauf auch der wissenschaftliche Name (lat. carina – der Kiel) sowie der Trivialname hinweisen. Der dreieckige Kopf der Schlange ist deutlich vom Körper abgesetzt und trägt auffällig verlängerte Vorderzähne. Die Färbung ist dunkelbraun mit unregelmäßigen helleren Flecken, welche zum Schwanzende hin größer werden. Die Maximallänge liegt wahrscheinlich bei etwa 2 Metern.

## Verbreitung und Lebensweise
Die Art kommt endemisch an einigen Orten im Nordwesten von Kimberley in Western Australia vor. In freier Wildbahn wurden bisher nur etwa 10 Exemplare gefangen und es wird vermutet, dass der Rauschuppenpython aus natürlichen Gründen langsam ausstirbt.
Die Art besiedelt Monsunwälder, ist nachtaktiv und hält sich häufig auf Bäumen auf. Über Ernährung und Fortpflanzung in Freiheit ist fast nichts bekannt, aber es wird angenommen, dass Vögel und kleine Säugetiere als Beute dienen. Die Weibchen legen Eier.